# Du Pre Alexander
Du Pre Alexander (14. prosince 1777, Caledon – 8. dubna 1839, Caledon) byl irský šlechtic, koloniální správce a 2. hrabě z Caledonu.

## Život
Narodil se 14. prosince 1777 jako syn Jamese Alexandera, 1. hraběte z Caledonu. Studoval na Eton College v Anglii a později na Christ Church v Oxfordu. Roku 1800 byl zvolen členem parlamentu Newtownards a působil v Irské dolní sněmovně. Roku 1802 byl jmenován vysokým šerifem Armaghu. Po smrti jeho otce zdědil titul hraběte z Caledonu.
V červenci 1806 byl jmenován guvernérem Cape of Good Hope v dnešní Jihoafrické republice. Nebyl prvním guvernérem Cape, před ním se v této funkci nacházeli Lord George Macartney a Sir George Yonge. Na tuto funkci rezignoval v červnu roku 1811.
Dne 16. října 1811 se v kostele svatého Jakuba ve Westminsteru oženil s Lady Catherine Yorke, s dcerou Philipa Yorke, 3. hraběte z Hardwicke a Lady Elizabeth Lindsay. Spolu měli jedno dítě:
- James Du Pre Alexander (27. července 1812 – 30. června 1855)

Stímto manželstvím zdědila jeho rodina dům Tyttenhanger v blízkosti St Albans, který patřil babičce Philipa Yorke, Katherine Freemanové, sestře a dědičce Sira Henryho Pope Blounta, 3. a posledního baroneta. Sir Henry zemřel roku 1757 bez potomků a jeho žijící sestra Katherine, manželka Rev. Williama Freemana se stala dědičkou.
Dne 20. srpna 1821 byl přijat za člena Rytířů sv. Patrika a roku 1831 byl jmenován Lordem místodržitelem Hrabství Tyrone. Zemřel 8. dubna 1839 v Caledonu.